# Shadow Hearts
Shadow Hearts är det tyska metalcore-bandet Calibans tredje studioalbum, utgivet i januari 2003 på Prosthetic Records, i Japan på Howling Bull och under 2005 i Sydkorea på Dream On Records.
Det var bandets första skiva med gitarristen Denis Schmidt som officiell medlem och den sista med basisten Engin Güres och trummisen Robert Krämer.

## Låtlista
1. "Dark Shadows" (instrumental) – 1:32
2. "Forsaken Horizon" – 2:52
3. "Storm of Rage" – 4:01
4. "Vicious Circle" – 3:53
5. "Bad Dream" – 2:58
6. "The Seventh Soul" – 3:17
7. "Scream from the Abyss" – 3:41
8. "Detect Your Liberty" – 3:33
9. "Fire Is My Witness" – 3:15
10. "Between the Worlds" – 3:03
11. "A Piece of My Life" – 3:13

Bonusspår på japanska utgåvan
1. "Everlasting" (Refused-cover) – 3:18

Bonusspår på koreanska utgåvan
1. "Everlasting" – 3:18
2. "Boredom" – 3:18

## Medverkande
Musiker
- Andreas Dörner – sång
- Marc Görtz – gitarr
- Denis Schmidt – gitarr
- Engin Güres – basgitarr
- Robert Krämer – trummor

Bidragande musiker
- Nils Knabenschuh – trummor
- Christoph Koterzina – sång
- Marcus Bischoff – sång
- Johannes Formella – sång

Produktion
- Siggi Bemm – producent, mixning, mastering
- Dennis Koehne – inspelningstekniker
- Dirk Zeiser – manager
- Spiros Antoniou – omslagskonst
- Stefan Luedicke – layout